# Eduard Bousrd Bangerl
Eduard Bousrd Bangerl (* 1956 in Grünburg; † 2012) war ein österreichischer Pädagoge und freischaffender Künstler (Maler), der in Pierbach lebte und an der Hauptschule (Neue Mittelschule) in Bad Zell unterrichtete.

## Leben und Wirken
Bangerl studierte bei Georg Stifter an der Pädagogischen Akademie des Bundes in Oberösterreich in Linz, Wolfgang Stifter an der Universität für künstlerische und industrielle Gestaltung Linz und Heribert Mader und stellte seine Werke ab 1987 im In- und Ausland aus.
Er schuf Bilder mit und auf Materialien, die aus seiner Umgebung entstehen und darauf Bezug nehmen, und entwickelte dabei eine eigenständige Zeichensprache.
Er starb auf einer Urlaubsreise durch die Sahara.

## Galerien und Ausstellungen
Bangerl stellte bei zahlreichen Anlässen in in- und ausländischen Galerien aus, u. a.
- Galerie Pimmingstorfer
- Galerie Brunnhofer
- Galerie Maerz
- Galerie Pehböck
- Galerie Schloss Puchheim
- Galerie Forum, Wels
- Pädagogische Akademie des Bundes in Oberösterreich
- Neue Galerie der Stadt Linz (heute Lentos Kunstmuseum Linz)
- Kunsthaus Hafenstraße
- Kunst und Kulturverein ÄCT im Meierhof zu Schloss Schwertberg
- Museum Sammlung Essl, Klosterneuburg
- Künstlersymposion in der ArtStation Kollmitzberg
- Kunstkreis Landshut, Landshut, Deutschland
- Fireworksgallery, Brisbane, Australien

## Werke
Seine Werke wurden von der Kunstsammlung des Landes Oberösterreich, den OÖ. Landesmuseen, von der Neuen Galerie Linz und von privaten Sammlern angekauft.

## Publikationen
- Eduard Bousrd Bangerl, Werke 1992–1996 mit einem Vorwort von Erwin Peböck (1996)
- Eduard Bousrd Bangerl, Kraftspuren, Neue Arbeiten mit einem Vorwort von Peter Assmann (1997)
- Malerlust. Gemeinschaftsarbeiten: Bangerl, Huber, Ramaseder, Galerie Brunnhofer (Herausgeber), (1998)